# Attheya
Attheya — род одноклеточных диатомовых водорослей. Назван по фамилии (Atthey) человека, собравшего материал с диатомеями на нортамберлендском побережье (Англия).
Некоторые виды этого рода раньше относили к Chaetoceros или Gonioceros, таксономия некоторых видов до сих пор спорна.
Вегетативные клетки Attheya могут прикрепляться к различным субстратам, в том числе другим диатомовым водорослям, и тогда они являются эпифитными. Однако они встречаются и в составе планктона. Покоящиеся споры наблюдаются редко

## Классификация
- Attheya arenicola C. Gardner & R. M. Crawford
- Attheya armata (T. West) R. M. Crawford
- Attheya decora T. West
- Attheya flexuosa C. Gardner
  - Attheya flexuosa var. enodulifer C. Gardner
- Attheya gaussii (Heiden) R. M. Crawford
- Attheya lata Wooszynska
- Attheya longicornis R. M. Crawford & C. Gardner
- Attheya septentrionalis (Østrup) Crawford
- Attheya ussurensis Stonik, Orlova & Crawford
- Attheya zachariasii Brun
  - Attheya zachariasii var. curvata P. Rivera